# 측정값
측정값, 또는 측정치(測定値) 또는 실측값은 길이, 무게와 같은 어떤 양을 자나 저울 등으로 측정하여 얻은 값이다. 측정값은 근삿값이다.

## 실측값
실측값(實測값)은 실지로 측량한 치수이다.

## 같이 보기
- 관측값